# Robert George
Pour les articles homonymes, voir George.
Robert Georges George (né le 10 juin 1893 dans le 10e arrondissement de Paris, mort le 23 octobre 1985 dans le 16e arrondissement de Paris) est un joueur professionnel français de hockey sur glace.
Robert George est surtout connu pour son amitié avec le joueur de tennis René Lacoste. Pendant la coupe Davis 1925, le capitaine Allan Muhr fait un pari avec Lacoste que, si Lacoste gagne, il recevra une valise en peau de crocodile. Un journaliste l'apprend, Lacoste gagne le surnom de Crocodile. Mais Lacoste perd, il ne recevra pas le sac. Pour se distinguer, il demande à Robert George de lui dessiner un crocodile arboré sur la poche d'un blazer blanc que Lacoste porte avant les matchs en 1926. Quand Lacoste fondera son entreprise en 1933, il reprendra le dessin de George.

## Carrière
Robert George fait toute sa carrière au Club des patineurs de Paris. Il est champion de France en 1914.
Il participe au championnat de la LIHG en 1914.
Robert George est exclu de participer comme joueur aux Jeux olympiques de 1924 à Chamonix à cause d'une controverse sur sa nationalité, en raison de ses origines nord-américaine ou suisse. Il prend part néanmoins au défilé olympique en tant que porte-drapeau de la Lettonie ; il aide ainsi le pays balte qui n'avait qu'un seul accompagnateur et avait besoin d'une seconde personne pour suivre le porte-panonceau.
Robert George est assuré de la nationalité française et participe avec l'équipe de France aux Jeux olympiques de 1928 à Saint-Moritz.
Il avait auparavant pris part aux championnats d'Europe 1923, où la France perd en finale contre la Suède ; la Suède avait protesté auparavant contre ses protections surdimensionnées. Il est de nouveau présent en 1924 ; malgré les mêmes protestations, la France l'emporte contre la Suède.
Il arbitre le match entre le Chamonix Hockey Club et le Club des Sports d'Hiver de Paris pour le championnat 1922 et le championnat 1930 ainsi que pendant le championnat de la LIHG.
Dans une interview de 1932, il déclare que l'Américain Herbert Drury avait le lancer le plus puissant qu'il ait affronté et que Gerry Geran est le joueur qui lui avait fait la plus forte impression.
George est aussi joueur de hockey sur gazon à partir de 1924 et remporte la deuxième division en 1926.
Il est également journaliste sportif pour L'Auto dans les années 1930.